# Štvrtok na Ostrove
Štvrtok na Ostrove (Hongaars: Csütörtök, Duits: Loipersdorf) is een Slowaakse gemeente in de regio Trnava, en maakt deel uit van het district Dunajská Streda.
Štvrtok na Ostrove telt 1.773 inwoners.
De gemeente heeft een in meerderheid Hongaarse bevolking (ruim 1100 Hongaren op een bevolking van ruim 1700 in 2021). Ze behoren tot de Hongaarse minderheid in Slowakije.